# 80/20-reglen
80/20-reglen er det udbredte fænomen at 80% af konsekvenserne indenfor et område skyldes 20% af årsagerne. Reglen kaldes også Pareto-princippet efter italieneren Vilfredo Pareto. I 1906 bemærkede Vilfredo Pareto at 20% af Italiens befolkning ejede 80% af værdierne. Reglen bruges også til at udtrykke en slags lovmæssig skævdeling, for eksempel at 20% af husholdningerne har 80% af indkomsten. Skævdelingen, som også kunne være 90/10 kan mere præcist vises med Gini-koefficienten eller en Lorenz-kurve. 

## Reference
1. ↑  Pareto-optimalitet på lex.dk

| Økonomi | Spire Denne artikel om økonomi er en spire som bør udbygges. Du er velkommen til at hjælpe Wikipedia ved at udvide den. |